# Peter Lunkenheimer
Peter Lunkenheimer (* 11. Dezember 1958 in Bad Kreuznach) ist ein deutscher Physiker und Privatdozent an der Universität Augsburg, der vor allem für seine Untersuchungen kondensierter Materie mittels dielektrischer Spektroskopie bekannt ist.

## Leben
Lunkenheimer studierte Physik an der Johannes Gutenberg-Universität Mainz. Nach dem Diplom 1989 und der Promotion 1992 arbeitete er zunächst als wissenschaftlicher Mitarbeiter an der Technischen Universität Darmstadt, bevor er 1996 zur Universität Augsburg wechselte, wo er die Stellung eines akademischen Rats innehatte. Im Jahr 2000 habilitierte er dort zum Thema Dielectric Spectroscopy of Glassy Dynamics und es wurde ihm der Titel eines Privatdozenten verliehen. 2006 erfolgte die Ernennung zum akademischen Oberrat und 2017 zum akademischen Direktor.
Lunkenheimer war in Augsburg bei verschiedenen aus Drittmitteln finanzierten, mehrjährigen Forschungsprojekten beteiligt, insbesondere war er Teilprojektleiter im Sonderforschungsbereich SFB 484: Kooperative Phänomene im Festkörper: Metall-Isolator-Übergänge und Ordnung mikroskopischer Freiheitsgrade (2000–2009), in der DFG Forschergruppe FOR 1394: Nonlinear response to probe vitrification (2010–2018) und im Transregio-Programm TRR80: Von elektronischen Korrelationen zur Funktionalität (2010–2021).

## Forschung
Die bei Lunkenheimers Forschungen hauptsächlich benutzte experimentelle Messmethode ist die dielektrische Spektroskopie in einem ungewöhnlich breiten Frequenzbereich von mehr als 18 Zehnerpotenzen. Dies wird ergänzt durch nichtlineare dielektrische Messungen, bei denen die Proben hohen Wechselspannungen von einigen 1000 Volt ausgesetzt werden.
Ein Schwerpunkt der Forschungstätigkeit Lunkenheimers ist die Untersuchung des Glasübergangs und der Moleküldynamik in unterkühlten Flüssigkeiten und anderer ungeordneter Materie. Zum Beispiel berichtete Lunkenheimer zusammen mit einem internationalen Forscherteam in dem renommierten Fachmagazin Science über Messungen höherer harmonischer Ordnungen der elektrischen Suszeptibilität, was Theorien bestätigte, die den Übergang von der Flüssigkeit in das feste Glas mittels eines verborgenen Phasenübergangs erklären. In neuerer Zeit beschäftigt sich Lunkenheimer auch mit der thermischen Ausdehnung von Gläsern und Flüssigkeiten. Zusammen mit Kollegen aus Augsburg, Berlin, Göttingen und Mailand veröffentlichte er hierzu einen Artikel im Fachjournal Nature Physics, der aufzeigt, dass der Fest-flüssig-Übergang von Gläsern nicht als einfacher Schmelzvorgang angesehen werden kann.
Ein weiteres Arbeitsgebiet Lunkenheimers ist die Erforschung neuartiger ionenleitender Materialien mit Anwendungspotential als Elektrolyte in Akkumulatoren oder Superkondensatoren, z. B. ionische Flüssigkeiten und stark eutektische Lösungsmittel. Zudem beschäftigt er sich mit dem Studium verschiedener Multiferroika und ungewöhnlicher Ferroelektrika. Hieraus resultierte z. B. der Vorschlag eines neuen Mechanismus für multiferroisches Verhalten in einem organischen Ferroelektrikum. Einige seiner höchstzitierten Arbeiten behandeln Materialien mit sogenannter „kolossaler“ dielektrischer Konstante, ein in Lunkenheimers frühen Arbeiten auf diesem Gebiet geprägter Ausdruck, der mittlerweile weite Anwendung findet. In einer interdisziplinären Zusammenarbeit mit Wirtschaftswissenschaftlern und Ressourcenstrategen beschäftigte er sich auch mit der Entwicklung ressourceneffizienter Materialien für zukünftige technologische Anwendungen. Weitere Arbeitsgebiete Lunkenheimers sind plastische Kristalle, Skyrmionen-Materialien, Hüpfleitung und biologische Materie.

## Veröffentlichungen
Lunkenheimer hat bisher (Stand August 2024) mehr als 260 Publikationen in referierten internationalen wissenschaftlichen Fachzeitschriften und Büchern veröffentlicht, darunter mehr als 30 in Journalen mit hohem Impact-Faktor wie Physical Review Letters, Science, Nature und Nature Materials. Seine Arbeiten wurden mehr als 18.000-mal zitiert und sein h-Index beträgt 63 (Web of Science) bzw. 70 (Google Scholar). Im H-Index-Ranking des AD Scientific Index belegt er Platz 4 unter 200 erfassten Wissenschaftlern an der Universität Augsburg und bei ScholarGPS wird er als Highly Ranked Scholar geführt. Eine vollständige Liste seiner Publikationen findet sich unter der ORCID 0000-0002-4525-1394 und der Web of Science ResearcherID C-6196-2008.